# اولشانکا (استان اوپوله)
اولشانکا (به لهستانی:  Olszanka) یک روستا در لهستان است که در گمینا اولشانکا (استان اوپوله) واقع شده‌است.